# Arctostaphylos uva-ursi
Arctostaphylos uva-ursi (L.) Spreng., gayuba, uva de oso, uva ursi, rastrera o amagüeta es una especie de arbusto perteneciente a la familia de las ericáceas.

## Descripción
Es un arbusto siempreverde que extiende sus ramas, tendidas por el suelo o colgantes, de hasta 1 o 2 m. de largo, de corteza de color rojizo, fácil de desprender. De ellas brotan ramillas muy cortas, con las hojas amontonadas en un extremo, de color verde oscuro y lustrosas. Flores blanquecinas o rosáceas, en forma de copa, agrupadas en racimos, en la terminación de las ramillas. El fruto es carnoso, de un color rojo vivo, cuando está maduro, y con la carne de color blanco o crema, comestible, pero de sabor insípido y poco jugoso; a él, alude el nombre griego Arctostaphylos (de Arctos: oso y staphylos: racimo de uvas), así como en latín, (uva-ursi: uva de oso).

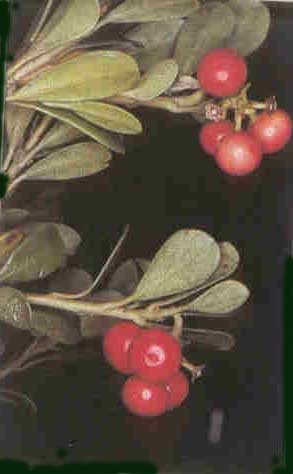
Frutos de la gayuba.

## Floración
Desde marzo hasta junio, según la altitud y maduran los frutos al final del verano o en el otoño.

## Hábitat
Desde los 500-600 m s. n. m. de altitud hasta por encima de los 2300 m s. n. m. donde puede convivir con el pino negro (Pinus uncinata); lo mismo en terreno silíceo que en calizo. Ocupa a menudo los claros y desmontes de encinares, quejigales, pinares e incluso melojares, prefiriendo las laderas pedregosas y collados, algo húmedos, de las montañas.

## Distribución
En gran parte de Europa, Asia y América septentrional. Se extiende por gran parte del centro y mitad oriental de la península ibérica, desde los Pirineos y Cordillera Cantábrica hasta la Cordillera Penibética; escasea mucho hacia occidente y falta tanto en Portugal como en las Islas Baleares.

## Observaciones
Es una planta cuyas hojas se usan, como astringente y antiséptica previamente secas, al sol o al aire, en cocimiento o infusión.
Es una planta que se propaga fácilmente, tapizando por completo el suelo, llegando a cubrir grandes extensiones; por ello es difícil controlarla en cultivo. Es una de las plantas melíferas. La planta española, suele tener las hojas más gruesas y coriáceas que las europeas por lo que algunos autores la consideran como una variedad distinta; A. uva-ursi subsp. crassifolia.
Otra especie es A. alpinus (L.) Sprengel, con frutos negruzcos, hojas aserradas que se
marchitan en otoño pero no caen hasta la primavera. En España solo en los Pirineos centrales (2.000 m).

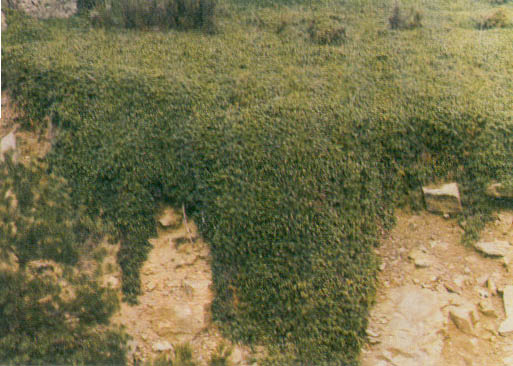
Manto de Gayuba

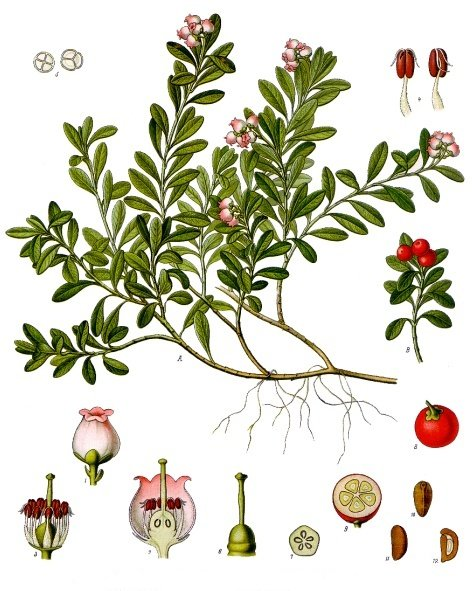
Ilustración

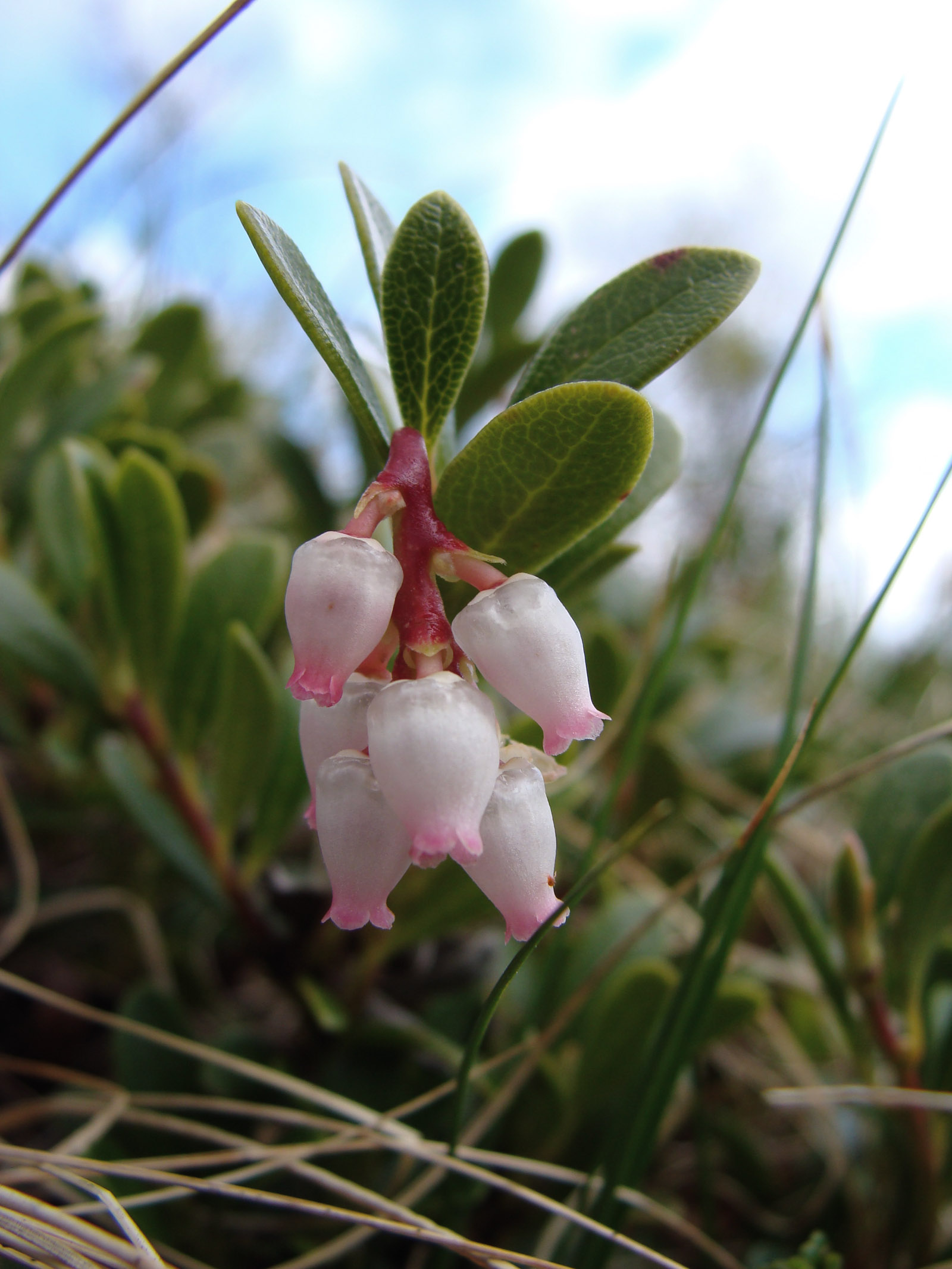
Inflorescencia

## Propiedades

Arbutina

Principios activos: Contiene abundantes taninos gálicos (10%). Heterósidos hidroquinónicos: arbutina (8-10%), metil arbutósido. Pigmentos flavónicos derivados del quercetol. Abundantes triterpenos pentacíclicos: ácido ursólico, uvaol. Alantoína. Según la R.F.E., la droga seca debe de contener al menos un 8% de derivados hidroquinónicos, expresados como arbutina anhidra. Otras fuentes:  ericolina, ursina, taninos, ácido gálico, ácido cítrico, esencia de quercetina.
Indicaciones: Los taninos son responsables de su efecto astringente (antidiarréico, hemostático por vasoconstricción local); los flavonoides, de una ligera acción como diurético. El arbutósido le confiere propiedades como antimicrobiano de tropismo específico sobre el tracto urinario (el arbutósido se hidroliza por la acción de la flora bacteriana intestinal, liberando hidroquinona, que se elimina por vía renal). La alantoína justifica sus propiedades reepitelizantes. Litóntrico, antiflogístico. Indicado para infecciones de las vías urinarias: cistitis, pielonefritis, prostatitis, uretritis, ureteritis. Litiasis. En uso tópico: heridas y ulceraciones dérmicas, bucales o corneales, blefaritis, conjuntivitis, parodontopatías, faringitis, dermatitis, eritemas, prurito, vulvovaginitis.
Contraindicado con el embarazo. Gastritis, úlcera gastroduodenal: los taninos pueden irritar la mucosa gástrica. En este caso deberá rebajarse la concentración y dosificación, eliminar el exceso de taninos con carbón activado, asociar a drogas con mucílagos, como el malvavisco, o administrar en forma de maceración.Dosis extraterapéuticas pueden determinar un efecto oxitócico.
Se usan las hojas. Infusión uso interno: 10-30 g/l, 1 litro al día. Decocción uso interno: 30 g/l, 1 litro al día. Maceración uso interno: 20-30 g/litro. Macerar 24 horas, colar, calentar ligeramente en el momento de tomarlo. Decocción uso externo: 30 g/l, 1 litro al día.
Otros usos: El té caucasiano de Rusia (kutai) se preparaba con hojas jóvenes, hervidas o en infusión. El tafilete (piel de Rusia) se obtiene curtiendo la piel con las hojas. Tribus de la zona canadiense han tomado los frutos preparados de diversas formas.Los indios de Vancouver fumaban las hojas como tabaco. El humo tiene un olor dulzón y por ello se han usado las hojas también como aromatizante del tabaco. Los indios norteamericanos usaron las hojas con diferentes reactivos, para obtener tintes con tonos pardos, ocres, grises o negros, que luego usaban en pinturas sagradas.

## Taxonomía
Arctostaphylos uva-ursi fue descrita por (L.) Spreng. y publicado en Systema Vegetabilium, editio decima sexta 2: 287. 1825.
Etimología
Arctostaphylos: nombre genérico que deriva de las palabras griegas arktos = "oso", y staphule = "racimo de uvas", en referencia al nombre común de las especies conocidas y tal vez también en alusión a los osos que se alimentan de los frutos de uva.
uva-ursi: epíteto latino que significa "uva de osos".
Sinonimia
- Arbutus acerba Gilib.
- Arbutus buxifolia Stokes
- Arbutus officinalis Boiss.
- Arbutus procumbens Salisb.
- Arbutus uva-ursi L.
- Arctostaphylos adenotricha (Fernald & J.F.Macbr.) Á.Löve, D.Löve & B.M.Kapoor
- Arctostaphylos angustifolia Payot
- Arctostaphylos officinalis Wimm. & Grab.
- Arctostaphylos procumbens Patze, Y.Mey. & Elkan
- Daphnidostaphylis fendleri Klotzsch
- Daphnidostaphylis fendleriana Klotzsch
- Mairania uva-ursi (L.) Desv.
- Uva-ursi buxifolia (Stokes) Gray
- Uva-ursi cratericola (Donn. Sm.) Abrams
- Uva-ursi procumbens Moench
- Uva-ursi procumbens var. adenotricha (Fernald & J.F. Macbr.) D. Löve
- Uva-ursi procumbens var. coactilis (Fernald & J.F. Macbr.) Moldenke
- Uva-ursi uva-ursi (L.) Cockerell
- Uva-ursi uva-ursi (L.) Britton[5]

## Nombre común
Abugués, agabuja, agaiuva, agauja, agauva, agaúva, agayuba, agayuva, aguarilla, aguarroya, aguavilla, alcantarilla, algalloa, algayua, amagüeta, arangoso, arenoso, argallua, argargoya, arrastrera, azunges, barruxes, beyuga, bizcoba, boj pequeño, buchareta, buixilina, bujarola, bujarolla, buserola, buxetas, engarrolla, fabayoba, fabayoga, gallua, gallúa, galluva, galluvera, gaollo, gaoya, gapa, garrolla, gaulla, gaúlla, gaúva, gayua, gayuba, gayuba española, gayubas, gayubera, gayubilla, gayuga, gayumina, gayuvera, gayuvilla, gorrincha, grisirola, grisirolera, harinoso, hembra de boj, manzanera, manzaneta, manzanicas de pastor, manzanilla del pastor, manzanilla de pastor, pinguicas, manzanillo, mearrera, medronheiro ursino, modrollo rastrero, muxes, revellones, uruga, uva de oso, uvaduce, uva d'urso, uvaduz, uva ursina, zumaque blanco español.